# Святоозёрская улица
Святоозёрская у́лица — улица в Восточном административном округе города Москвы на территории района Косино-Ухтомский.

## Происхождение названия
Улица получила своё название в 2004 году по находящимся в начале улицы озеру Святое, церкви Богоматери Живописный Источник и храму Живоначальной Троицы

## Описание
Улица проходит между Салтыковской и Лухмановской улицами, пересекает улицы Наташи Качуевской и Татьяны Макаровой. Нумерация домов начинается от Салтыковской улицы. На улице 54 дома.

## Учреждения и организации
По нечётной стороне:
- дом 1 — Храм Живоначальной Троицы
- дом 1А — ТРЦ «Косино Парк»
- дом 3 — Пенсионный фонд РФ Клиентская служба Косино-Ухтомский
- дом 3А — Супермаркет «Пятёрочка»
- дом 5 — Аптека «Горздрав»
- дом 9 — Пиццерия «Пицци Катто»
- дом 13 — Супермаркет «Этана»
- дом 17 — Школа № 2031

По чётной стороне:
- дом 4 — магазин продуктов «Тайм-аут»
- дом 6 — Школа № 2036 дошкольное отделение
- дом 10 — Детская городская поликлиника № 120
- дом 14 — Стоматология «Иринастом», Совет пенсионеров, ветеранов войны, труда, Вооруженных Сил и правоохранительных органов[4]
- дом 20 — Школа № 2031 Дошкольное отделение
- дом 22 — Магазин продуктов «Аннушка»
- дом 28 — Торговый центр «Техком-Кожухово»
- дом 32 — Магазин «777»

## Особенности
В районе пересечения улиц Святоозерская, Салтыковская и Рудневка, напротив храма Троицы Живоначальной в Кожухове, располагается общественно-развлекательное пространство: фестивальная площадка, круглогодичная ярмарка и ландшафтный парк. Фактический адрес — улица Святоозерская, вл. 3/1. Фестивальная площадка оформлена в стиле старорусской ярмарки: павильоны и беседки напоминают сказочные терема, украшают пространство большие фигуры русских витязей. На площадке обустроена деревянная рампа для скейтбординга (зимой на ее месте открывается каток). Ярмарочный павильон и фестивальная площадка отк 26 апреля 2019 года. В августе того же года в рамках ежегодного фестиваля «Цветочный джем» рядом с площадкой был разбит всесезонный ландшафтный парк. Площадь парка — 0,6 Га. Автором концепции выступил ландшафтный дизайнер Джеймс Бассон. По его задумке, зеленая зона продолжает тему русских народных сказок: высаженные растения напоминают сказочный лес, дорожки вымощены искусственно состаренной плиткой, имитирующей волшебные тропы, также в парке установлены «путевые» камни-валуны. Название парк получил в честь птицы Феникс (аналог русской Жар-Птицы).

## Общественный транспорт

### Метро
Недалеко от Святоозёрской улицы на улице Дмитриевского строятся станции метро  Улица Дмитриевского и  Лухмановская, открытие которых планируется в мае 2018.

### Автобусы
- 14: Станция Реутово —  Новокосино — Святоозёрская улица
- 417:  Выхино — Святоозёрская улица — 4-й микрорайон Кожухова
- 773: Станция Реутово — Святоозёрская улица — 9-й микрорайон Кожухова
- 773к: 4-й микрорайон Кожухова — Святоозёрская улица — Платформа Косино
- 787: Станция Перово —  Перово — Платформа Новогиреево — 9-й микрорайон Кожухова
- 872:  Выхино — Святоозёрская улица — Улица Руднёвка — 4-й микрорайон Кожухова